# Milan Lukač
Milan Lukač (cyr. Милан Лукач; ur. 4 października 1985 w Nowym Sadzie) – serbski piłkarz grający na pozycji bramkarza w Akhisar Belediyesporze.

## Kariera klubowa
Lukač rozpoczął karierę w Mladosti Bački Jarak. W 2003 został włączony do pierwszego składu tej drużyny. W 2004 trafił do FK Žarkovo, gdzie grał jeden sezon, po czym przeszedł do FK Srem, który reprezentował do 2007. Następnie został zawodnikiem FK Čukarički Stankom. W czerwcu 2009 podpisał trzyletni kontrakt z AEK Ateny. W lipcu 2011 trafił do OFK Beograd. W czerwcu 2013 podpisał trzyletni kontrakt z Partizanem Belgrad. W lipcu 2015 podpisał trzyletnią umowę z Akhisar Belediyesporem.

## Kariera reprezentacyjna
W reprezentacji Serbii zadebiutował 6 czerwca 2014 w przegranym 0:1 wyjazdowym meczu towarzyskim z Brazylią, w którym wszedł na boisko w 89. minucie.

## Życie prywatne
We wrześniu 2013 jego partnerka urodziła ich córkę.